# クリストファー・チャーニアク
クリストファー・チャーニアク（英: Christopher Cherniak、1945年 - ）は、アメリカの哲学者、神経科学者、短編小説作家、メリーランド大学名誉教授。合理性についてのより現実的で資源が制限されているモデルや、脳構造についての最適配線モデルの研究を行なっている。

## 著書
- 『最小合理性』 7巻、勁草書房〈双書現代哲学〉、2009年。ISBN 9784326199532。